# Trattato di Stralsund
Il Trattato di Stralsund fu un accordo diplomatico siglato nel 1370 fra la Lega anseatica ed il Regno di Danimarca nella città di Stralsund (allora parte del Ducato di Pomerania, nell'attuale Germania del nord).
Il trattato sancì il termine delle ostilità fra le due parti e consolidò il predominio commerciale della Lega nell'area del Mar Baltico.

## Storia
Nel 1361 il re di Danimarca Valdemaro IV, desideroso di contrastare l'influenza politica e commerciale della Lega, aveva lanciato un attacco contro le basi anseatiche in Scania e le isole di Öland e Gotland, riuscendo a conquistare e saccheggiare l'avamposto di Visby. Il contrattacco congiunto della Lega e del Regno di Svezia non riuscì a sortire l'effetto sperato, e dopo la grave sconfitta nella battaglia di Helsingborg la firma del Trattato di Vordingborg nel 1365 privò gli sconfitti di numerosi privilegi nei territori della Svezia del sud.
Le città anseatiche tuttavia rifiutarono la perdita della loro posizione dominante nel Baltico, e negli anni successivi si riorganizzarono, dando vita nel 1367 alla Confederazione di Colonia e riprendendo le ostilità contro Valdemaro, che nel 1368 venne costretto a fuggire da Copenaghen, assediata dalla flotta della Lega.
Due anni dopo, nel 1370, Henning Podebusk, capitano generale danese, fu incaricato da Valdemaro di siglare la pace con i rappresentanti delle città anseatiche, impersonati dai sindaci di Lubecca, Jakob Pleskow, e di Stralsund, Bertram Wulfram. Il trattato ratificato a Stralsund impose alla Danimarca la restituzione della libertà a Visby e l'obbligo di salvaguardare il libero commercio nell'area baltica, garantendo il libero passaggio alle navi anseatiche attraverso lo stretto di Øresund, a tutto vantaggio dei confederati che poterono così affermare il loro monopolio commerciale nella regione. Come ulteriori privilegi venne decretata la consegna per 15 anni delle fortezze di Helsingborg, Malmö, Skanör e Falsterbo e venne stipulato che la Lega avesse potere di veto nell'elezione del sovrano danese per i successivi 15 anni.
La pace di Stralsund costituì il fondamento della fortuna commerciale e politica della Lega anseatica per tutto il XV secolo, e ne consolidò definitivamente la preminenza nella regione nord-europea.